# Milat : traque d'un serial killer
Milat : traque d'un serial killer (Catching Milat) est une mini-série australienne diffusée les 17 et 24 mai 2015 sur le réseau Seven Network. Elle est basée sur le livre Sins of the Brother écrit par Mark Whittaker et Les Kennedy et vaguement basée sur l'histoire vraie de la façon dont la police et les inspecteurs de la «Task Force aérienne» ont traqué et attrapé le tueur en série Ivan Milat, responsable des infâmes meurtres de routards.
En France, la série est diffusée sous son titre original dans Serial Thriller les 20 et 27 décembre 2015 sur 13e rue. Rediffusion sous le titre Milat : traque d'un serial killer à partir du 18 mai 2016 sur NRJ 12.

## Synopsis
L'histoire d'un garçon qui fait du stop pour rentrer chez lui

## Distribution

### Acteurs principaux
- Richard Cawthorne (en) : Inspecteur Paul Gordon
- Geoff Morrell : Superintendent Clive Small
- Malcolm Kennard (en) : Ivan Milat
- David Field (en) : Inspecteur Neil Birse
- Craig Hall (en) : Inspecteur Rodney Lynch
- Leeanna Walsman : Shirley Soires
- Sacha Horler (en) : Karen Milat
- Carole Skinner (en) : Margaret Milat
- Fletcher Humphrys (en) : Richard Milat
- Linda Ngo : Therese
- Alex Williams (en) : Paul Onions